# 김정주 (권투 선수)
김정주(金貞柱, 1981년 11월 11일~)는 대한민국의 권투 선수, 지도자이다. 대한민국 국가대표 선수로 활약하여 2004년 하계 올림픽과 2008년 하계 올림픽에서 웰터급에서 동메달을 획득했다.